# Elmar Wepper
Elmar Wepper (Augsburg, 1944. április 16. – 2023. október 31.) német film-, televíziós és szinkronszínész. Fritz Wepper öccse.

## Életpályája
1944-ben, Augsburgban született Friedrich Karl Wepper (1916–1945) katonai bevetésben, Lengyelországban eltűnt ügyvéd fiaként.
2004-ben vette feleségül Anita Schlierfot, tízéves élettársi kapcsolat után, és egy korábbi kapcsolatból 1979-ben fia született.
2023. október 31-én hunyt el 79 éves korában szívroham következtében.

## Filmek, tévésorozatok
- 1957: Heute blau und morgen blau
- 1960: Ein Weihnachtslied in Prosa oder Eine Geistergeschichte zum Christfest
- 1961/1962: Unternehmen Kummerkasten (televíziós sorozat, 10 epizód); rendező: Albert Loesnau
- 1962: Die Feuertreppe
- 1970: Schmetterlinge weinen nicht
- 1974–1976: A felügyelő (71. epizódtól)
- 1974: Ein unheimlich starker Abgang; rendező: Michael Verhoeven(wd)
- 1976: Die Leute von Feichtenreut
- 1977–1988: Polizeiinspektion 1
- 1978: Zeit zum Aufstehen (kétrészes)
- 1979 und 1986/1987: Der Millionenbauer
- 1979: Der große Karpfen Ferdinand
- 1979: Tetthely –  99. epizód: Ende der Vorstellung|
- 1980: Az Öreg – 41. epizód: Gyilkosság terv szerint
- 1982: Der Komödienstadel – Die Tochter des Bombardon (TV)
- 1983: Álomhajó – 7. epizód: Marrakesch (TV)
- 1983–1985: Unsere schönsten Jahre
- 1984 és 1988: Die Wiesingers
- 1985: Schöne Ferien – Urlaubsgeschichten aus Sri Lanka und von den Malediven (TV)
- 1985: Irány Trinidad (Beinah Trinidad)
- 1986: Irgendwie und Sowieso
- 1987: Das Hintertürl zum Paradies
- 1989–1993: Zwei Münchner in Hamburg (televíziós sorozat)
- 1990: Café Európa
- 1992: Happy Holiday – Das Foto
- 1994–2000: Zwei Brüder
- 1994: Der Heiratsvermittler
- 1994: Florian III (televíziós sorozat)
- 1994: Unsere Schule ist die Beste (televíziós sorozat, 16 epizód)
- 1996: Álomhajó – 29. epizód: Hawaii (televíziós sorozat)
- 1998: Rosamunde Pilcher: Álom és szerelem (Rosamunde Pilcher) – 25. epizód: A szív melódiája (Melodie der Herzen) (televíziós sorozat)
- 1999: Keserű ártatlanság (Bittere Unschuld)
- 2000: Einmal leben
- 2001: Lammbock – Alles in Handarbeit
- 2002: Álomhajó – 42. epizód: Chile und die Osterinseln (televíziós sorozat)
- 2003: Mutter kommt in Fahrt (TV)
- 2004: Der Fischer und seine Frau
- 2004: Utta Danella – Plötzlich ist es Liebe (televíziós sorozat)
- 2004: Im Zweifel für die Liebe
- 2004: Der Traum vom Süden
- 2005: A szerelem keresése és meglelése (Vom Suchen und Finden der Liebe)
- 2005: Die Sturmflut
- 2005: Mathilde liebt
- 2005: Tetthely –  613. epizód: Tod auf der Walz
- 2006: Álomhajó – 53. epizód: Botswana (televíziós sorozat)
- 2006: Leo
- 2006–2009: Zwei Ärzte sind einer zu viel
- 2007: Unter Mordverdacht
- 2007: Elveszem a feleségem (Ich heirate meine Frau)
- 2008: Cseresznyevirágzás (Kirschblüten – Hanami)
- 2010: Ich trag dich bis ans Ende der Welt
- 2011: Hopfensommer (TV)
- 2011: Török félhold (Dreiviertelmond)
- 2011: A láthatatlan lány (Das unsichtbare Mädchen)
- 2011: Adel Dich
- 2014: Alles ist Liebe
- 2014: Zwei allein
- 2017: Lommbock
- 2018: Grüner wird’s nicht, sagte der Gärtner und flog davon
- 2019: Kirschblüten & Dämonen

## Szinkronszerepek
Wepper adta Mel Gibson, John Heard, Ryan O’Neal és Walter Koenig német szinkronhangját.

## Fordítás
- Ez a szócikk részben vagy egészben  az   Elmar Wepper című német Wikipédia-szócikk fordításán alapul.  Az eredeti cikk szerkesztőit annak laptörténete sorolja fel. Ez a jelzés csupán a megfogalmazás eredetét és a szerzői jogokat jelzi, nem szolgál a cikkben szereplő információk forrásmegjelöléseként.